# Galaxis útikalauz stopposoknak (rádiójáték, 1–2.)
A Galaxis útikalauz stopposoknak című rádiójáték első két sorozata (The Hitchhiker's Guide to the Galaxy Primary and Secondary Phases), melynek megalkotója Douglas Adams, 1978-ban került műsorra a BBC Radio 4 rádiócsatornán.

## Létrejötte
A nem túl nagy dobra vert első epizód, melyet 1978. március 8-án, szerdán este fél 11-kor sugárzott a BBC, jellemzően jó kritikákat kapott, a közönség részéről jelentős visszhangot váltott ki. Később az év során a BBC egy karácsonyi különkiadást is készített, mely összekötő kapocs volt az első és a második sorozat között. A különszám a második hat részes sorozat részeként, később The Secondary Phase címen jelent meg kazettán és CD-n. Az első és második sorozatot az Egyesült Államokban kissé vágott verzióban közvetítette az NPR rádiócsatorna. Az első sorozatot 1978-ban kétszer, a további évek során számos alkalommal megismételték, ennek hatására jelent meg a hanglemez. A második sorozatot 1980-ban tűzte műsorára a BBC.
A rádiósorozat, illetve a hanglemez és televízió sorozat esetében sikert aratott a komikus színész, Peter Jones hangja a Galaxis útikalauz hangjaként. Az alkotók három hónapig kerestek egy Peter Jones-hangzású színészt a narrátor szerepére, majd a sikertelen keresés miatt vonakodva és meglehetősen drágán magát Peter Jonest hívták. Jones zengő, idős tónusú hangja kétségtelenül óriási lendületet adott a sorozatnak és megalapozta hangulatát.
A sorozat arról is híres volt, hogy első vígjátéksorozat volt, melyet sztereóban készítettek. Adams azt mondta, a műsort egy modern rock albumhoz hasonlóan szeretné elkészíteni. A költségvetés jelentős részét a hanghatásokra költötték, melyen legtöbbet Paddy Kingsland (bevezető epizód és második sorozat), Dick Mills és Harry Parker (első sorozat 2-6. epizód) dolgozott. Az a tény, hogy a hangtechnikusok a modern rádiózás élvonalában voltak már 1978-ban és 1980-ban, megismétlődött akkor is, amikor a következő három sorozat rádióváltozata volt az első, melyet négycsatornás Dolby surround technikával készítettek.

## Betétdal
A rádiójátékhoz, lemezkiadványokhoz, illetve a televíziós és film verziókhoz használt betétdal Bernie Leadon instrumentális műve, melyet az Eagles együttes vett föl One of These Nights (1975) című albumára. Az eredeti felvételt csak a rádiósorozatban használták. A lemez és a televíziós sorozat számára egy hasonló hangzású feldolgozást készített Tim Souster, a 2005-ös mozifilmhez Joby Talbot készített újabb változatot, és a 2004-2005-ben sugárzott második rádiójáték-sorozathoz pedig Philip Pope feldolgozását alkalmazták. Adams futurisztikus hangzása miatt választotta ezt a dalt a sorozathoz, illetve azért, mert bendzsót használnak benne, ami Adams szerint amolyan „úton lévő érzést, stoppos hangulatot” okoz.

## Főszereplők
- Simon Jones - Arthur Dent
- Geoffrey McGivern - Ford Prefect
- Susan Sheridan - Trillian
- Mark Wing-Davey - Zaphod Beeblebrox
- Stephen Moore - Marvin, a paranoid android
- Richard Vernon - Szlartibartfaszt
- Peter Jones - az Útikalauz

## Első sorozat
| # | Epizód címe    | Epizód címe | Első angol sugárzás | Első magyar sugárzás |  |
| - | -------------- | ----------- | ------------------- | -------------------- |  |
| 1 | Fit the First  |             | 1978. március 8.    | ---                  |  |
|   |                |             |                     |                      |  |
| 2 | Fit the Second |             | 1978. március 15.   | ---                  |  |
|   |                |             |                     |                      |  |
| 3 | Fit the Third  |             | 1978. március 22.   | ---                  |  |
|   |                |             |                     |                      |  |
| 4 | Fit the Fourth |             | 1978. március 29.   | ---                  |  |
|   |                |             |                     |                      |  |
| 5 | Fit the Fifth  |             | 1978. április 5.    | ---                  |  |
|   |                |             |                     |                      |  |
| 6 | Fit the Sixth  |             | 1978. április 12.   | ---                  |  |
|   |                |             |                     |                      |  |

## Második sorozat
| #  | Epizód címe      | Epizód címe | Első angol sugárzás | Első magyar sugárzás |  |
| -- | ---------------- | ----------- | ------------------- | -------------------- |  |
| 7  | Fit the Seventh  |             | 1979. december 24.  | ---                  |  |
|    |                  |             |                     |                      |  |
| 8  | Fit the Eighth   |             | 1980. január 21.    | ---                  |  |
|    |                  |             |                     |                      |  |
| 9  | Fit the Ninth    |             | 1980. január 22.    | ---                  |  |
|    |                  |             |                     |                      |  |
| 10 | Fit the Tenth    |             | 1980. január 23.    | ---                  |  |
|    |                  |             |                     |                      |  |
| 11 | Fit the Eleventh |             | 1980. január 24.    | ---                  |  |
|    |                  |             |                     |                      |  |
| 12 | Fit the Twelfth  |             | 1980. január 25.    | ---                  |  |
|    |                  |             |                     |                      |  |

## Audio megjelenések
Az első két sorozat 12 epizódja 1988-ban megjelent kazettán és CD-n, ez volt a BBC Radio Collection első CD-kiadványa. 1992-ben újra kiadták, ekkor nevezték el az első hat epizódot The Primary Phase-nek, a második hatot pedig The Secondary Phase-nek az általában használt első és második sorozat elnevezés helyett. Akkoriban már tárgyalások folytak Dirk Maggs íróval a harmadik rádiójáték-sorozatról, Az élet, a világmindenség, meg minden adaptációjáról, de ez a következő tíz évben még nem készült el.